# Johannes Colerus
Johannes Colerus (Düsseldorf, 5 gennaio 1647 – L'Aia, 19 luglio 1707) è stato un teologo tedesco di fede luterana. Fu uno dei primi biografi di Baruch Spinoza.

## Biografia
Johannes (Nicolaus) Köhler, latinizzato Colerus, era il figlio del magliaio Johannes Nicolaus Köhler e di sua moglie Maria, nata Laufsatz. Dopo aver frequentato le scuole di Solingen e Dortmund, nel 1665 si iscrisse al collegio universitario di Gießen, quindi al liceo di Worms nel 1668 e l'anno seguente all'Università di Strasburgo. Terminati gli studi, nel 1671 iniziò la carriera ecclesiastica come parroco a Mülheim an der Ruhr, dove ricoprì anche la carica di cappellano di corte del conte di Daun-Falkenstein. Nello stesso anno sposò Margaretha Alberti, con la quale ebbe due figlie. Nel 1678 fu chiamato nelle Province Unite, dove operò come predicatore in alto tedesco presso varie congregazioni luterane, dapprima a Weesp e poi, dal 1679, ad Amsterdam. Qui fu coinvolto in varie controversie ecclesiastiche.
Nel 1693 fu nominato predicatore a L'Aia. Ivi morì e fu sepolto nella chiesa di Rijswijk.

## Opere
Oltre a diversi sermoni, Colerus pubblicò una biografia di Spinoza, basata in gran parte sulle testimonianze di contemporanei che avevano conosciuto personalmente il filosofo. Essa fu data alle stampe per la prima volta in olandese nel 1705 come appendice a un sermone sulla Risurrezione di Gesù che si era tenuto l'anno precedente. Successivamente, fu tradotta in varia lingue, tra cui il tedesco (nel 1733 e 1734). 
Tra le prime biografie di Spinoza, l'opera si distingue per la sua esposizione equilibrata e fattuale, che ha lasciato un segno indelebile nell'immagine del filosofo, in particolare durante il cosiddetto Rinascimento spinoziano del XVIII secolo.
- Leben des Bened. von Spinoza, aus denen Schrifften dieses beruffenen Welt-Weisens und aus dem Zeugniß vieler glaubwürdigen Personen, die ihn besonders gekannt haben, gezogen und beschrieben von Johann Colero, ehemaligen Prediger der Evangelischen Gemeinde in Haag; Nunmehro aber aus dem Frantzösischen ins Hoch-Teutsche übersetzet, und mit verschiedenen Anmerckungen vermehret [von Johann Faccius]. Frankfurt, Leipzig 1733 (copia digitale). Ristampa con il titolo: Das Leben des Benedict von Spinoza.Nell'antica traduzione tedesca con introduzione e note di Carl Gebhardt, Weißbach, Heidelberg 1952.
- Iohannis Coleri, Vormahligen Lutherischen Predigers im Haag Wahrheit der Auferstehung Jesu Christi Wider B. de Spinoza und seine Anhänger vertheidiget: Nebst einer genauen Lebens-Beschreibung Dieses berüchtigten Philosophens, die man nicht so wol aus seinen eigenen Schrifften, als vielmehr aus vieler glaubwürdigen Leute mündliche Erzehlung, ... aufgesetzt; Aus Dem Holländischen Original und der Frantzösischen Ubersetzung verdeutscht, Mit benöthigten Anmerckungen und Register versehen von Wigand Kahler Der heiligen Schrift Licentiaten, wie auch derselben, Mathematic und Poesie Professore zu Rinteln. Meyer, Lemgo 1734 (copia digitale).